# Лугове (Євпаторійський район)
Лугове́ (до 1945 року — Урчук; крим. Urçuq) — село Євпаторійського району Автономної Республіки Крим.